# Miguel Ducas Glabas Tarcaniota
Miguel Ducas Glabas Tarcaniota o Miguel Tarcaniota Glabas (en griego: Μιχαὴλ Δοῦκας Γλαβᾶς Ταρχανειώτης; alrededor de 1235 — después de 1304) fue un notable aristócrata y general bizantino. Sirvió bajo los emperadores Miguel VIII Paleólogo y Andrónico II Paleólogo en los Balcanes, luchando contra el Imperio búlgaro, Serbia, los Angevinos de Nápoles y el Despotado de Epiro.

## Vida monástica

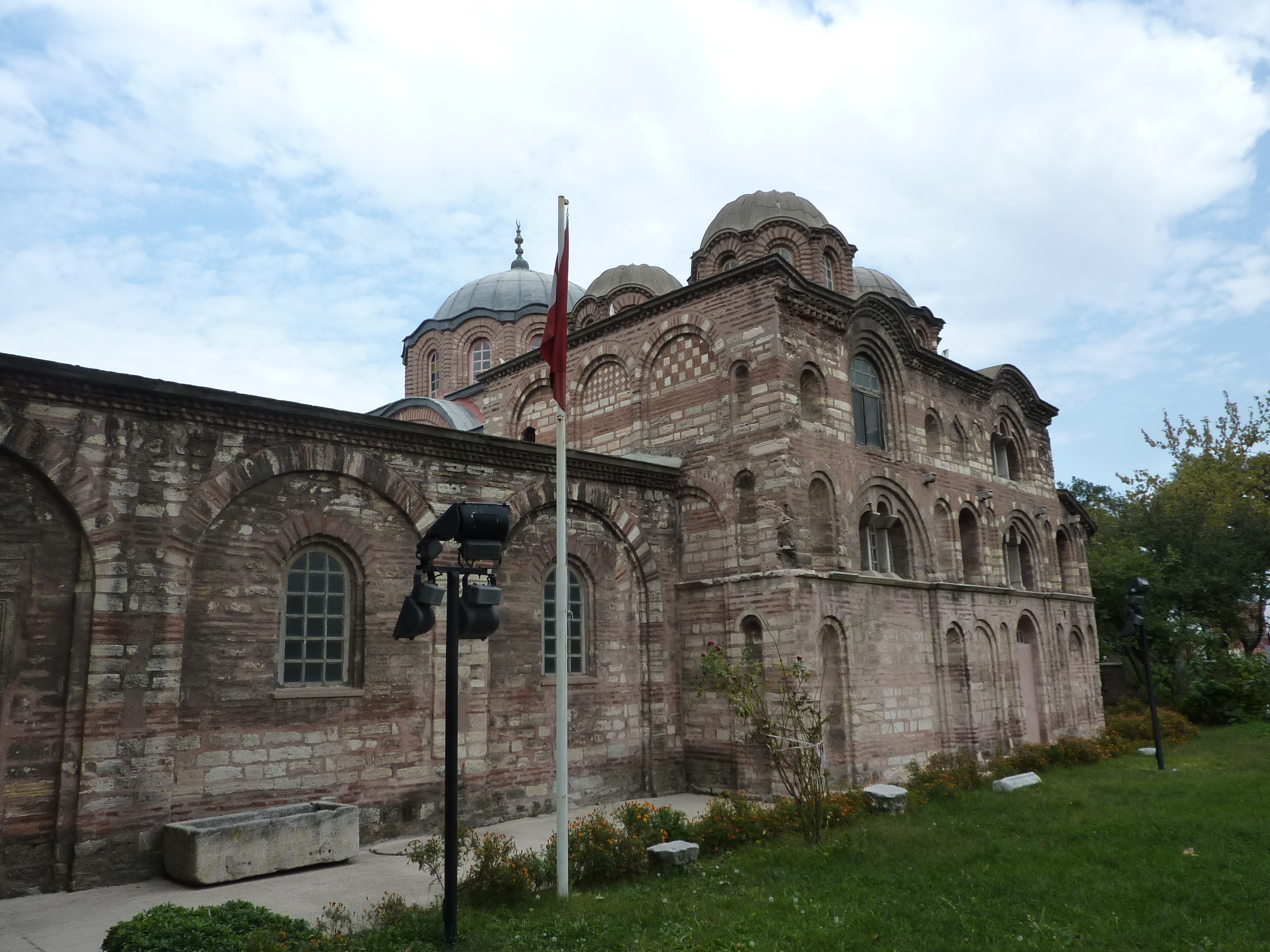
The Pammakaristos Church, which Glabas restored and where he was later buried, as it is today.

No se conoce con exactitud la fecha de su muerte, pero fue probablemente entre 1305 y 1308. Antes de su muerte se hizo monje. Fue enterrado por su viuda en una pequeña capilla de la iglesia de Pammakaristos en Constantinopla, que él y su esposa habían restaurado y entregado al patriarca Juan XII de Constantinopla en 1293. La iglesia estaba decorada con frescos que celebraban sus éxitos militares. Glabas y su esposa fundaron otras iglesias a sus expensas: en 1302/3 patrocinaron la restauración de una capilla dedicada a S. Eutimio en la iglesia de san Demetrio de Tesalónica, así como el monasterio de Prisklabetza en Prilep y la iglesia Atheniotissa en Constantinopla, donde también fundó la construcción de un hospicio.